# Estrella múltiple

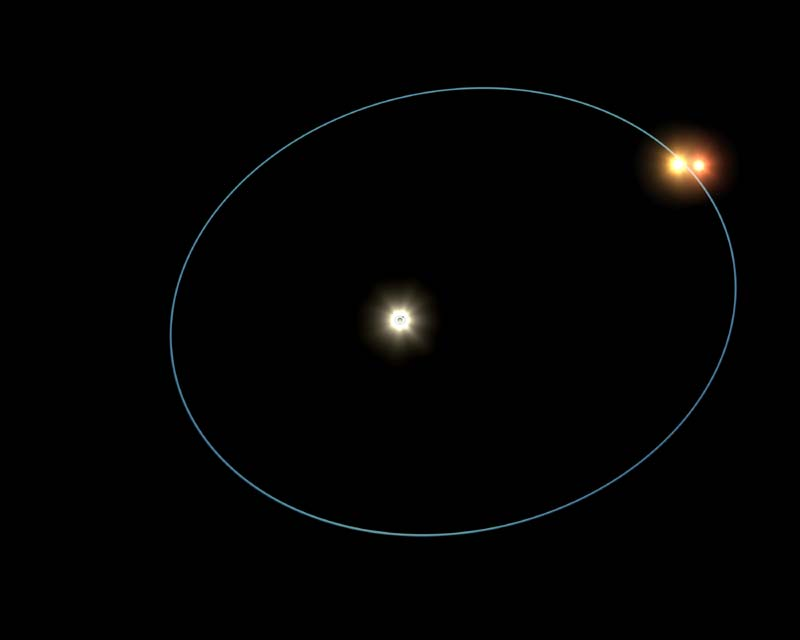
Una imatge artística de l'òrbita de HD 188753, un sistema estel·lar triple

Una estrella múltiple és un sistema estel·lar que té tres o més estrelles que pareixen estar, vistes des de la Terra, molt a prop una de l'altra. Aquesta proximitat pot ser merament aparent; en aquest cas, es tracta d'un sistema múltiple òptic; en el cas que les estrelles estiguin pròximes físicament i lligades per la gravitació, es parla d'un sistema múltiple físic. Els sistemes físics múltiples són sistemes estel·lars múltiples. Així, es parla de sistemes triples quan tenen tres estrelles, quàdruples si en tenen quatre, i així successivament. En un sistema triple d'estrelles, cada estrella orbita a l'entorn del centre de massa del sistema. Sovint, dues de les estrelles formen un sistema binari en què les estrelles volten molt juntes, mentre la tercera està més enfora; aquesta configuració s'anomena jeràrquica., §2.4.

## Exemples
- HR 3617 és una estrella múltiple amb tres components, HR 3617A, HR 3617B, i HR 3617C. A i B formen una estrella binària física, mentre C és òptica.

- Alfa Centauri és una estrella triple composta d'una binària principal nana groga (Alfa Centauri A i Alfa Centauri B), i una estrella situada en una òrbita més exterior, nana vermella, Proxima Centauri. A i B formen una estrella binària física, amb una òrbita excèntrica en la qual A i B arriben a estar a 11 ua quan s'acosten, i a 36 ua quan s'allunyen. Proxima està més defora (~15.000 ua) des de A i B, que estan a prop l'una de l'altra. Aquesta distància és encara petita comparada amb altres distàncies interestel·lars. És discutible si Proxima està lligada per la gravitació amb A i B.[4]

- HD 188753 és una sistema estel·lar triple físic, localitzat aproximadament a 149 anys llum de la Terra a la constel·lació de Cygnus. El sistema està compost de HD 188753A, una nana groga; HD 188753B, una nana taronja; i HD 188753C, una nana vermella. B i C orbiten l'una al voltant de l'altra cada 156 dies i, com a grup, orbiten A cada 25,7 dies.

- Polaris, l'estrella del nord, és un sistema estel·lar triple en el qual la companya més pròxima a l'estrella principal està molt a prop de la principal —tan pròxima que només és coneguda per la seva estirada gravitacional sobre Polaris A des que fou fotografiada pel telescopi espacial Hubble en el 2006.